# ニコライ・コルンドルフ
ニコライ・コルンドルフ (Nikolai Korndorf、本名：ニコライ・セルギェーイェヴィチ・コルンドルフ、ロシア語: Николáй Сергéевич Корндóрф、1947年1月23日 - 2001年5月30日）は、旧ソ連の作曲家、指揮者。1991年よりカナダに移住して最晩年を過ごした。

## 略歴
1965年より1970年までモスクワ音楽院でセルゲイ・バラサニアンに作曲法を師事。この期間に1幕オペラ《…についての物語（ロシア語: Сказание про...）》（セミヨン・キルサノフ原作）を作曲し、大学院課程在籍中の1973年には、アレクサンドル・プーシキンの原作により歌劇《黒死病の時代の饗宴》を作曲した。1967年から1979年までレオ・ギンズブルクに指揮法を師事するかたわら、1972年から1991年までモスクワ音楽院で作曲法と管弦楽法の教師を務めた。1973年にソ連作曲家同盟に入会し、その後は同同盟のモスクワ支部最高会議幹部会の理事となった。ソ連現代音楽協会（ACM）が再興されるにあたって、共同設立者に名を連ね、会長代理に就任している。
初期作品では伝統的なアカデミックな手法に留まっていたが、後に無調によるポスト表現主義的な様式を採用するに至った。さらに、一種のミニマリズム的な反復の美学に転向し、例えばコントラバスと12の木管楽器のための《告白（Confessiones）》（1979年）や、ピアノとテープのための大作《焼けた（Жарило）》（1981年）のような作品を手懸けた。この方向は、より大規模な作品でも繰り広げられ、3つの《賛歌》（1987年～1990年）や《交響曲 第3番》《交響曲 第4番》のほか、マリーナ・ツヴェターエワとライナー・マリア・リルケの往復書簡に基づく歌劇《MR～マリナとライナー》がその好例である。
1991年にロシアを去ってカナダのヴァンクーヴァーに行くと、電子音響メディアを試みるようになる。カナダ音楽センターの朋友作曲家ならびにカナダ作曲家連盟の会友にもなった。歿年までブリティッシュコロンビア大学で作曲法を指導した。
ロシア人指揮者のアレクサンドル・ラザレフは、コルンドルフ作品の擁護者であり、そのほとんどを上演し、録音した。

## 主要作品一覧

### 歌劇
- アレクサンドル・プーシキンによる1幕オペラ《黒死病の時代の饗宴》 （1972年）
- ルリエによる1幕の室内オペラ《MR（マリーナとライナー）》 （1989年）

### バレエ音楽
- 器楽アンサンブルと俳優、ダンサーのための《（イタリア語: ...Si Muove!）》 (1993年）

### 声楽曲
- 室内合唱団と1人の打楽器奏者のための《悲しみの歌》 （1983年）
- 6名の女声歌手と、歌い手自身が奏でる楽器のための《ようこそ（Welcome!）》 (1995年） 
  - 異稿：6名の女声歌手と、歌い手自身が奏でる楽器のための《ようこそ》 (1995年）
- 混声合唱と合奏のための《木霊（Echo）》 （1999年）

### 管弦楽曲
- 交響曲 第1番 （1975年）
- 交響曲 第2番 （1980年）
- 少年合唱、男声合唱、ピアノ独奏、話者と管弦楽のための交響曲 第3番（1989年）
- 交響曲 第4番《地下の音楽》 （1996年）

- 16の弦楽器とチェンバロのための《弱音器を付けて（イタリア語: Con Sordino）》 （1984年）
- チェロ独奏と弦楽合奏、打楽器のための《気紛れな協奏曲（イタリア語: Concerto capriccioso）》 （1986年）

- 賛歌 第1番《常に全員で（イタリア語: Sempre Tutti）》 （1987年）
- 賛歌 第2番 （1987年）
- 賛歌 第3番《グスタフ・マーラーを讃えて》（編成：管弦楽とソプラノ独唱） （1990年）

- 前書き（Prologue） （1992年）
- 結び（Epilogue） （1993年）
- 勝利者（The Victor） （1995年）
- 小オーケストラのための《モード・ルイスの微笑み（The smile of Maud Lewis）》 （1998年）
- （ラテン語: Musica Nominis Expers） （1998年）
- ニ調（In D） （1998年）

### 協奏曲
- ヴィオラ協奏曲 (1970年)

### 室内楽曲
- 12人のサクソフォン奏者のための《原始的な音楽》 （1981年）
- 打楽器アンサンブルのための《運動》 （1981年）
- 2つのトランペット、ホルン、トロンボーン、チューバのための《金管五重奏曲》 （1985年）
- 11名の奏者のための《アモローソ（Amoroso）》 （1986年）
- 打楽器奏者のための《鋼鉄による舞曲～ジョン・ケージを讃えて》 （1986年）
- 弦楽三重奏のための《アルフレート・シュニトケを讃えて》 （1986年）
- 弦楽六重奏のための《モーツァルト変奏曲》 （1990年）
- 打楽器アンサンブルのための《セニョーロ・ルイージの不思議な才能（The Magic Gift of Segnoro Luigi）》 （1991年）
- 室内アンサンブルのための《大地を誕生させよう（Let the Earth Bring Forth）》 （1992年）
- 弦楽四重奏曲 （1992年）
- 4つかそれ以上の楽器のための《失せろ（Get out!!!）》 （1995年）
- ピアノ三重奏曲《準備はいいか、兄弟？（Are You Ready, Brother?）》 （1996年）
- Music for Owen Underhill and His Magnificent Eight for chamber ensemble （1997年）
- チェロ独奏のための《パッサカリア》 （1997年）
- ハープのための《悲しい歌（Canzone triste）》 （1998年）
- チェロとピアノのための《嘆き、応答、賛美（Lament, Response and Glorification）》 （1998年-1999年）
- Merry Music for Very Nice People for violin, cello, clarinet, piano and percussion （2000年）

### ピアノ曲
- 2台ピアノのための《子守唄》 （1984年）
- A Letter to V. Martynov and G. Pelecis for piano （1999年）

### テープ音楽
- 14人の奏者とテープのための《告白》 （1979年）
- ピアノとテープのための《（Жарило）》  （1981年）
- 3人の声楽家と室内アンサンブル、テープのための祭祀《Yes!!》 （1982年）
- メゾソプラノとテープのための《歌唱》 （1982年）
- オルガンとテープ（鈴、ゴング、タムタム）のための《連続体（Continuum）》 （1991年）